# A Perfect Getaway
A Perfect Getaway är en amerikansk thriller från 2009 i regi av David Twohy med Steve Zahn och Milla Jovovich i huvudrollerna. Filmen hade Sverigepremiär den 11 december 2009 och släpptes på DVD den 28 april 2010.

## Handling
Det nygifta paret Cliff och Cydney Anderson är på Hawaii för att fira sin smekmånad med en massa äventyrliga utflykter. Och under en helikopterfärd får de av piloten reda på om en vacker vandringsled utmed kusten. När de senare är på väg dit med bil stöter de på det liftande paret Kale och Cleo som frågar om lift, vilket Cliff till sist motvilligt erbjuder. Men Kale tackar nej och tvingar ut Cleo ur bilen, och både Cliff och Cydney börjar tycka att paret verkar vara både obehagliga och lite underliga. Efter att ha kommit fram till platsen där vandringsleden börjar skaffar de alla de förnödenheter de behöver och ger sig iväg. Efter ett litet tag kommer den världsvane Nick ifatt paret och de slår följe med honom till en avlägsen sjö där hans flickvän Gina befinner sig. När de fyra senare går vidare stöter de ihop med ett gäng tonårstjejer och får av de reda på att det finns en hänsynslös dubbelmördare på ön, och direkt riktar Cliff och Cydney misstankarna mot det liftande paret som de erbjöd skjuts tidigare...

## Om filmen
Filmen är inspelad på Hawaii, Puerto Rico och Jamaica.

## Rollista (urval)
- Steve Zahn – Cliff Anderson
- Milla Jovovich – Cydney Anderson
- Timothy Olyphant – Nick
- Kiele Sanchez – Gina
- Marley Shelton – Cleo
- Chris Hemsworth – Kale